# Muskopf
Der Muskopf (früher auch Musskopf oder Mußkopf) ist der Eckpunkt einer Steilstufe, die von der Rappenseehütte nach Westen hinabzieht und sich unterhalb des Weges, der von der Enzianhütte herüberkommt, zu einem kleinen Kopf von 1968 m ü. NHN erhebt. Seine West-Flanke wird vom Aufstieg von der Schwarzen Hütte über die Rappenalpe gequert.

## Besteigung
Auf den Muskopf führt kein markierter Weg. Man erreicht ihn unschwierig (Weidegebiet der Rappenalpe) weglos vom Weg zur Rappenseehütte. Er ist touristisch völlig unbedeutend.